# نينا كولوندجيتش
نينا كولوندجيتش مواليد 29 يناير 1990، هي لاعبة كرة يد صربية تلعب كحارس مرمى. مثلت منتخب بلادها في العديد من المسابقات.

## سجل المنافسة
شاركت في البطولات التالية:
- بطولة العالم لكرة اليد للسيدات 2015
- بطولة أوروبا لكرة اليد للسيدات 2016